# 4784 Samcarin
4784 Samcarin este un asteroid din centura principală de asteroizi.

## Descriere
4784 Samcarin este un asteroid din centura principală de asteroizi. A fost descoperit pe 28 februarie 1984 la Observatorul La Silla de Henri Debehogne. Asteroidul prezintă o orbită caracterizată de o semiaxă mare de 2,68 ua, o excentricitate de 0,11 și o înclinație de 3,5° în raport cu ecliptica.